# Why (canción de Taeyeon)
«Why» es un sencillo grabado por la cantante surcoreana Taeyeon para su segundo miniálbum del mismo nombre. Fue publicado como el segundo sencillo del EP el 28 de junio de 2016. La letra de la canción fue escrita por Jo Yoon-kyung, mientras que su música fue compuesta por LDN Noise, Lauren Dyson y Rodnae «Chikk» Bell. Musicalmente, a diferencia de los estilos de balada característicos de Taeyeon, «Why» se describe como una canción de EDM y R&B con elementos de house tropical. La letra de la canción aborda el deseo de escapar de una vida sofocante.
El sencillo recibió críticas positivas de los críticos musicales, que fueron favorables a los refrescantes estilos musicales de la canción, así como a la interpretación vocal de Taeyeon. Comercialmente, «Why» alcanzó el puesto número siete en el Gaon Digital Chart de Corea del Sur y alcanzó el número seis en el World Digital Songs de Billboard.
Dos vídeos musicales para la canción fueron lanzados; El primero fue dirigido por Im Seong-gwan y fue estrenado simultáneamente con el lanzamiento del sencillo. Filmado en California, el vídeo muestra a Taeyeon haciendo un viaje para reenergizarse. La segunda versión del vídeo, cuenta con Taeyeon interpretando la coreografía de la canción, el vídeo fue publicado el 4 de julio de 2016. Para promocionar «Why», Taeyeon celebró un evento llamado «Countdown Night» antes del lanzamiento de la canción en la aplicación V de Naver. También apareció en programas musicales como Music Bank, Show! Music Core, e Inkigayo. La canción fue incluida en el repertorio de canciones de la serie de conciertos de Taeyeon Butterfly Kiss, que se llevó a cabo en Seúl en julio y agosto de 2016.

## Antecedentes y lanzamiento
Taeyeon hizo su debut oficial como solista en octubre de 2015 con su primer EP I, el cual se ubicó en el segundo puesto de la lista Gaon Album Chart de Corea del Sur y ha vendido más de 140 000 copias físicas en el país. Después del éxito de «I», Taeyeon lanzó un sencillo para SM Station titulado «Rain», encabezando la lista Gaon Digital Chart. A medida que su popularidad se consolidó, SM Entertainment anunció el 17 de junio de 2016 que el segundo EP de Taeyeon, Why, sería lanzado el 28 de junio. El EP fue un éxito instantáneo en el país asiático, vendiendo 102 598 de copias en su preventa, debutando en el primer lugar de Gaon Album Chart.
Why tiene dos sencillos; el primero fue «Starlight» que cuenta con la aparición del cantante de R&B, Dean, siendo publicado el 25 de junio de 2016 por su sello discográfico. «Why» fue el segundo sencillo después de «Starlight», estando disponible por descarga digital tres días después de la publicación del sencillo principal. La canción obtuvo un gran impacto en la radio de la cadena televisiva KBS el 29 de junio de 2016. «Why» fue escrito por Jo Yoon-kyung, mientras que su música fue compuesta por LDN Noise, Lauren Dyson y Rodnae «Chikk» Bell.

## Música y letras
A diferencia de los estilos de baladas de Taeyeon, «Why», fue descrita como una canción de R&B contemporáneo y EDM. Chester Chin, de la revista malaya The Star, caracterizó el sencillo como una canción inspirada en el house tropical, instrumentada por sintetizadores «giratorios» y ritmos electrónicos. Jeff Benjamin editor de Fuse, escribió que «Why» incluía «tambores de guitarra» y ritmo de house tropical. También la comparó con los estilos musicales de la canción «Middle» (2015) de DJ Snake. En Billboard, Benjamin y Jessica Oak describieron la canción como una interpretación de electropop. En un episodio de Pops in Seoul transmitido por el canal Arirang TV el 12 de julio de 2016, Taeyeon describió que «Why» es una canción que «te haría sentir renovado y querer bailar» que ella consideraba como una melodía adecuada para el verano. Las letras de la canción detallan el deseo de escapar de una vida sofocante para reenergizarse. Moon Wang-sik de Star News también notó una vacilación en el sueño de un «escape repentino de la vida cotidiana»:

If I leave now, Good, Good, Good, yeah

Everything I meet is going to be Great, Great, yeah

With a lighter heart, Work, Work, baby

It is already in front of me

But I am hesitating, Why

## Recepción
«Why» recibió críticas generalmente favorables de los críticos musicales. Chester Chin de The Star notó el «cambio de 180 grados» en los estilos musicales de la canción como una desviación del sonido característico de Taeyeon, describiendo el tema como una canción de «color neón» que se reproducía como «una evolución progresiva» en lugar de «simplemente emular» un sonido más americanizado. También elogió la instrumentación de la canción mostrando a la intérprete como «una artista increíblemente dinámica». Jeff Benjamin escribiendo para Fuse alabó a «Why» como «un adorno para la poderosa voz de Taeyeon» con «armonías precisas y un golpe emocional» que se consideraba inusual para un lanzamiento típico de EDM. Lee Seo-jin, de Korea JoongAng Daily, calificó el sencillo como «refrescante», mientras que Go Jae-wan de The Chosun Ilbo estaba entusiasmado con los estilos musicales de la canción, así como la voz «genial» de Taeyeon que haría que la canción «apagara el calor de este verano».
Comercialmente, «Why» fue la primera canción de Taeyeon en no entrar en el Top 5 de Gaon Digital Chart ya que su carrera en solitario comenzó en 2015. El tema debutó en el séptimo puesto de Gaon Music Chart del 26 de junio al 2 de julio de 2016. A la siguiente semana, la pista bajó dos puestos en la lista. «Why» fue la decimotercera canción de mejor rendimiento de julio de 2016 en Gaon Digital Chart, basada en ventas digitales, streaming y descargas de canciones instrumentales. En diciembre de 2016, «Why» vendió 689 209 de copias digitales en Corea del Sur. En World Digital Songs, una lista musical publicada por Billboard, «Why» debutó en la séptima posición. Sin embargo, subió al puesto seis, que más tarde se convirtió en su mejor posición en la lista. El sencillo permaneció en la lista durante seis semanas antes de abandonarla el 27 de agosto de 2016.

## Vídeos musicales
Hay dos vídeos musicales de «Why». El vídeo original, dirigido por Im Seong-gwan, se publicó simultáneamente con el lanzamiento del sencillo. Su sinopsis sigue el contenido lírico de la canción, representando a Taeyeon como la protagonista que desea escapar de una vida sofocante para reenergizarse. La ubicación del rodaje fue elegida por Taeyeon en California. La cantante explicó en Pops in Seoul: «Quería elegir un lugar donde había creado maravillosos recuerdos antes. Cuando se trata de un lugar liberal, fresco, soleado y hermoso, LA viene a mi mente en primer lugar, y por eso». Jeff Benjamin, de Fuse, escribió que el vídeo «muestra un nuevo lado de Taeyeon» al mismo tiempo elogia el estilo «feroz» de la cantante, especialmente las telas Moschino y una camisa de franela con la frase «Queen of Beers». En el punto de vista de Benjamin, Susan Min, de CJ E&M, expresó: «Taeyeon muestra un lado de ella que nunca hemos visto antes [...] con condimentos que llaman especialmente la atención.»
Un dance version fue publicado el 4 de julio de 2016. Con el telón de fondo de colores brillantes y luces intermitentes, el vídeo se centra en las habilidades de baile Taeyeon y con coreografías creadas para la canción. Un editor de noticias de BNT comentó que el rendimiento de Taeyeon «satisfaría las necesidades de los fanáticos globales» mientras que la red australiana Special Broadcasting Service consideraba la coreografía como «seriamente impresionante» que «definitivamente requería bastante práctica».

## Promoción
Antes de la canción y el lanzamiento del EP, el 27 de junio de 2016, Taeyeon celebró un evento en vivo llamado «Countdown Night en la aplicación V de Naver, introduciendo canciones del álbum y comunicándose con sus aficionados. Tras el lanzamiento del EP, la cantante interpretó «Why» en tres programas de música: Music Bank de KBS2 el 1 de julio, Show! Music Core de MBC el 2 de julio e Inkigayo de SBS el 3 de julio. El 10 de julio, el sencillo alcanzó el primer puesto en Inkigayo, basado en las ventas digitales, ventas físicas (ventas de álbumes), YouTube y el recuento de votos de los espectadores; Sin embargo, Taeyeon no asistió al show en ese día debido a un conflicto de horarios. La canción fue incluida en el setlist de la serie de conciertos de Taeyeon Butterfly Kiss junto con otras canciones, que tuvo lugar en Seúl y Busan en julio y agosto de 2016.

## Posicionamiento en listas
| Lista (2016)                       | Mejor posición |
| ---------------------------------- | -------------- |
| South Korea (Gaon)                 | 7              |
| US World Digital Songs (Billboard) | 6              |

### Lista de fin de año
| Lista (2016)       | Posición |
| ------------------ | -------- |
| South Korea (Gaon) | 100      |

## Reconocimientos

### Premios en programas de música
| Programa       | Fecha               |
| -------------- | ------------------- |
| Inkigayo (SBS) | 10 de julio de 2016 |